# Блажкевич Богдан Іванович

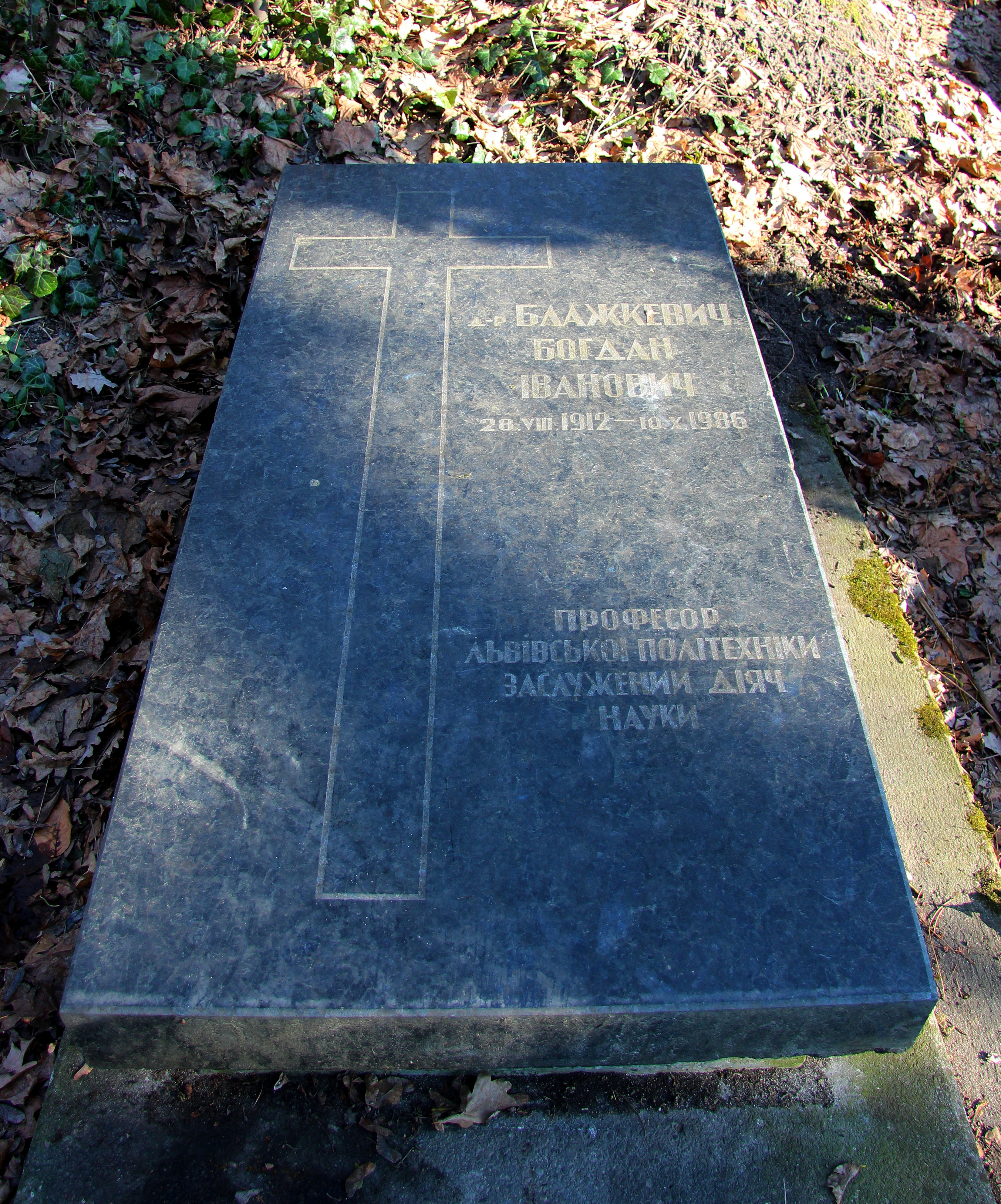
Надгробок на могилі професора Богдана Блажкевича.

Богдан Іванович Блажке́вич (28 серпня 1912, с. Суботів, нині Івано-Франківська область — 10 жовтня 1986, м. Львів) — український науковець у галузі теоретичної електротехніки, співзасновник наукового напряму фізикометрії, доктор технічних наук (1965), професор (1965). Заслужений діяч науки УРСР (1976). Син Іванни Блажкевич, батько Христини Чаплін.

## Життєпис
Богдан Блажкевич народився 28 серпня 1912 року в селі Суботові, нині Галицької громади Івано-Франківського району Івано-Франківської области України.
Навчався в Тернопільській гімназії. Закінчив механічний факультет Львівського політехнічного інституту (1939). Відтоді в альма-матер: викладач, старший викладач (1944), доцент (1953), професор (1965) катедри теоретичних основ електротехніки.
Згодом працював в управлінні Тресту електромереж Львова (1941—1944); старшим науковим співробітником (від 1954, за сумісництвом), завідувачем відділу теорії електричних кіл (1959—1984) та старшим науковим співробітником-консультантом (1984–1986) Фізико-механічного інституту АН УРСР у Львові.
Помер 10 жовтня 1986 року у Львові. Похований на полі 34 Личаківського цвинтаря.

## Доробок
Автор понад 200 наукових праць, 6 монографій, 50 авторських свідоцтв.
Сфера наукових інтересів: проблеми аналізу електричних кіл, космічне приладобудування в Україні.